# Кольбе, Генрих Кристоф
Генрих Кристоф Кольбе (нем. Heinrich Christoph Kolbe; 2 апреля 1771, Дюссельдорф — 16 января 1836, Дюссельдорф) — немецкий живописец и педагог. Представитель Дюссельдорфской школы живописи периодов классицизма и бидермайера.

## Биография
Кольбе родился в семье дюссельдорфского серебряных дел мастера Иоганна Дитриха Кольбе (1712 или 1713—1776) и Анны Гертруды, урождённой Веймар (1730—1804). Получил первое художественное образование в «старой» Дюссельдорфской академии искусств у Иоганна Петера фон Лангера. В то же время он работал на обойной фабрике Лангера. В 1801 году, когда обойная фабрика была переведена в Париж из-за преимущественно французского рынка сбыта, Кольбе также отправился в Париж на десятилетнюю стажировку, где осваивал живопись в Школе изящных искусств у Франсуа-Андре Венсана. В 1799 году на конкурсе получил премию Гёте. Испытав влияние французской живописи, увлёкся портретным жанром.
В 1806 году он женился на Марии Терезе Франсуазе, урожденной Планшон (1785 или 1786—1870). У супругов было двое детей: сын Этьен Мария (1809—1834, также художник) и дочь Кристина Луиза (1807—1855). Кольбе жил среди друзей и единомышленников Фридриха Шлегеля, сотрудничал в журнале «Европа». Переписывался с Гёте, неоднократно писал картины с изображением поэта.
Позднее он работал в парижской студии Франсуа Жерара. Весной 1811 года он вернулся в Дюссельдорф и переехал в дом своей матери в Карлштадте. Он стал популярным портретистом Рейнской области. Только в городах Бармен и Эльберфельд художником было создано около шестидесяти портретов. В 1818—1820 годах Кольбе снова отправился в Париж. Одна из его картин, которую он показал в Парижском салоне, вскоре после этого была представлена на художественной выставке в Лилле и получила серебряную медаль. В Веймаре Кольбе написал по два портрета — Иоганна Вольфганга фон Гёте и великого герцога Карла Августа. Также были созданы два портрета возлюбленной великого герцога, актрисы Каролины Ягеманн.
В 1822 году Кольбе был назначен профессором новосозданной Дюссельдорфской академии искусств, которой руководил Петер Йозеф фон Корнелиус, но из-за конфликта с Вильгельмом фон Шадовым вынужден был в 1831 году уйти в отставку.
Кольбе считается представителем концепции «объективного портрета», основанной на французском классицизме, которая противостояла идеалистической концепции искусства Шадова. Портреты Г. К. Кольбе всегда написаны в сдержанной благородной гамме с преобладанием чёрных, серых, коричневых цветов. Классицистическая строгость композиции, тёмный колорит, некоторая закрытость образов самих портретируемых (Портрет господина Троста, 1825; Портрет госпожи Трост, 1825, оба — Дюссельдорф, Художественный музей) вызывали неприятие уже казавшейся архаичной к тому времени академической манеры у Вильгельм фон Шадова.
Кольбе умер в 1836 году после продолжительной болезни в Дюссельдорфе в возрасте 64 лет. Учениками Кольбе были А. Ахенбах, А. Ретель, И. Фельтен, И. В. Ширмер. Живописцем, работавшим в портретном жанре, был и сын художника Этьен Мария Кольбе (1809—1855), сформировавший свой индивидуальный стиль под влиянием отца.

## Галерея

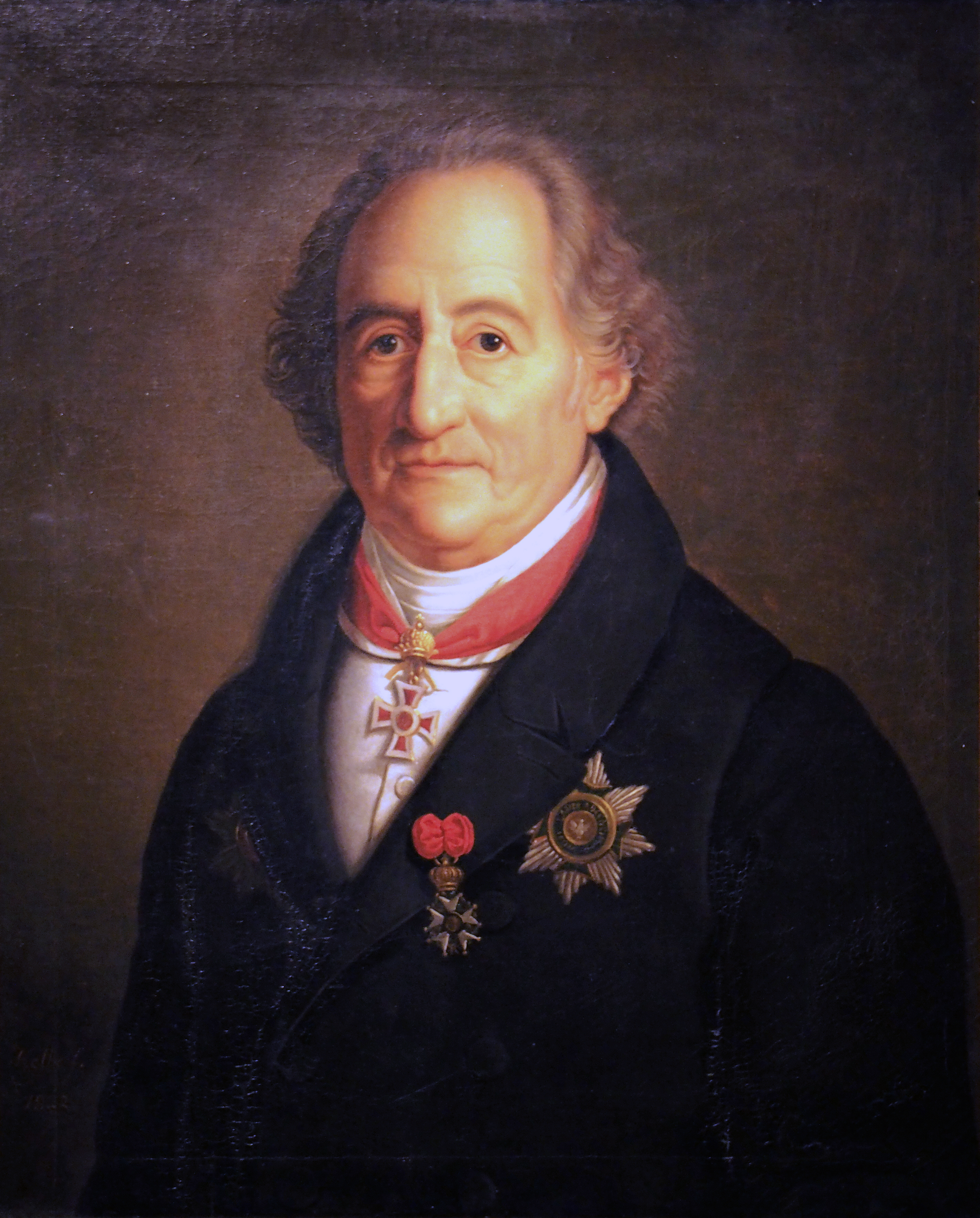
Портрет Иоганна Вольфганга фон Гёте. 1822. Холст, масло. Национальный музей Гёте, Веймар
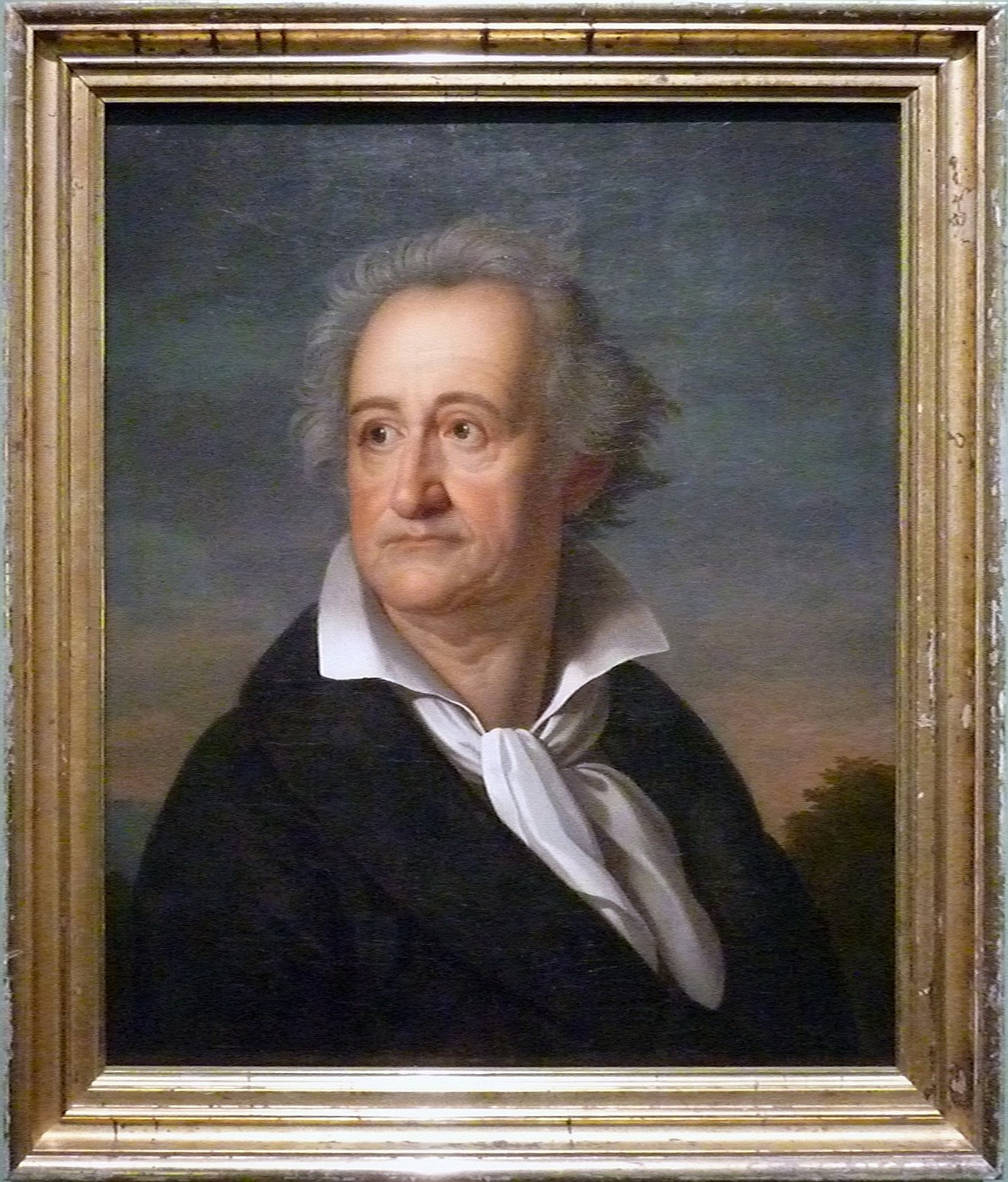
Портрет Иоганна Вольфганга фон Гёте. 1822. Музей Вальрафа-Рихарца, Кёльн
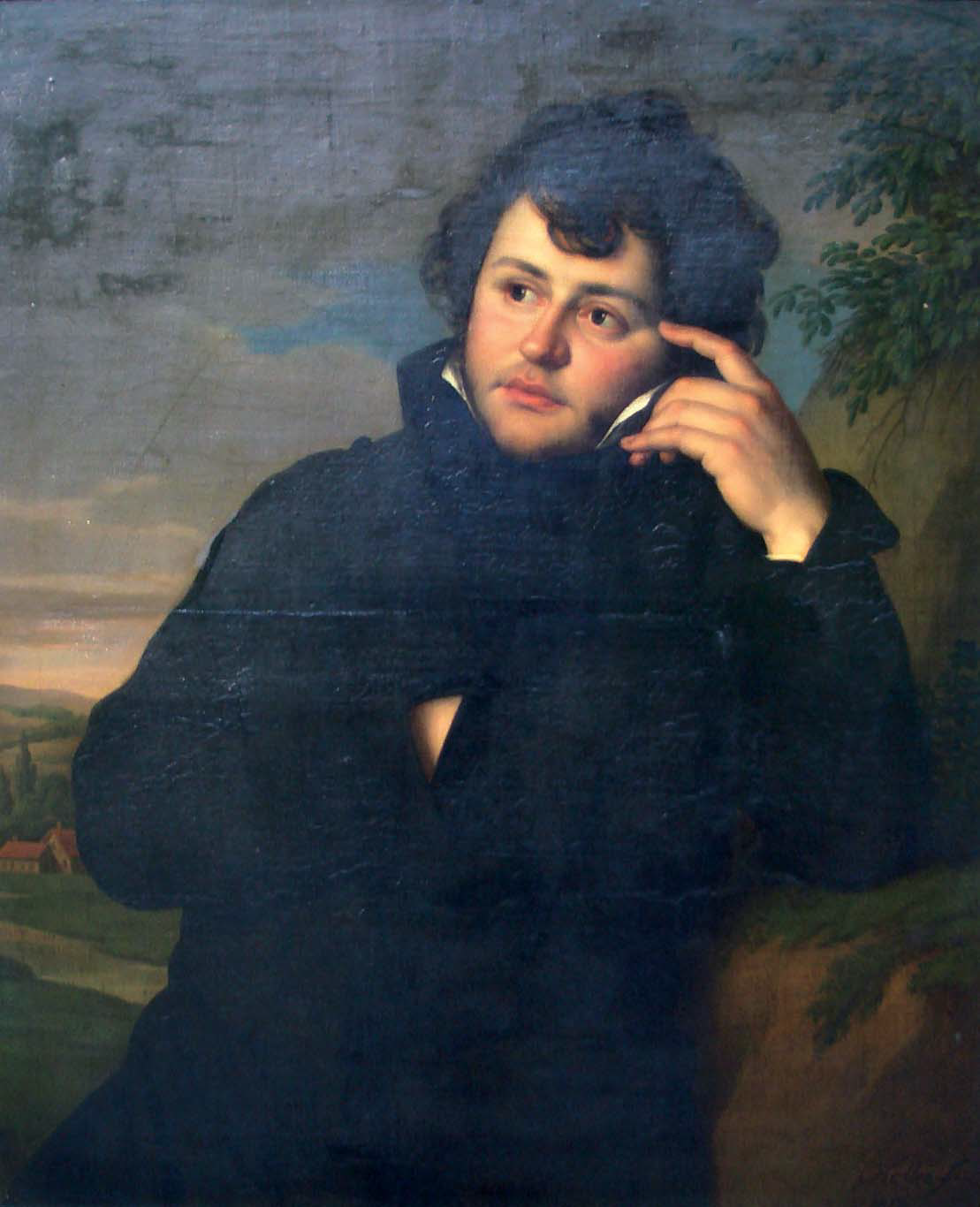
Портрет Герхарда Зибеля. 1817. Холст, масло. Частное собрание
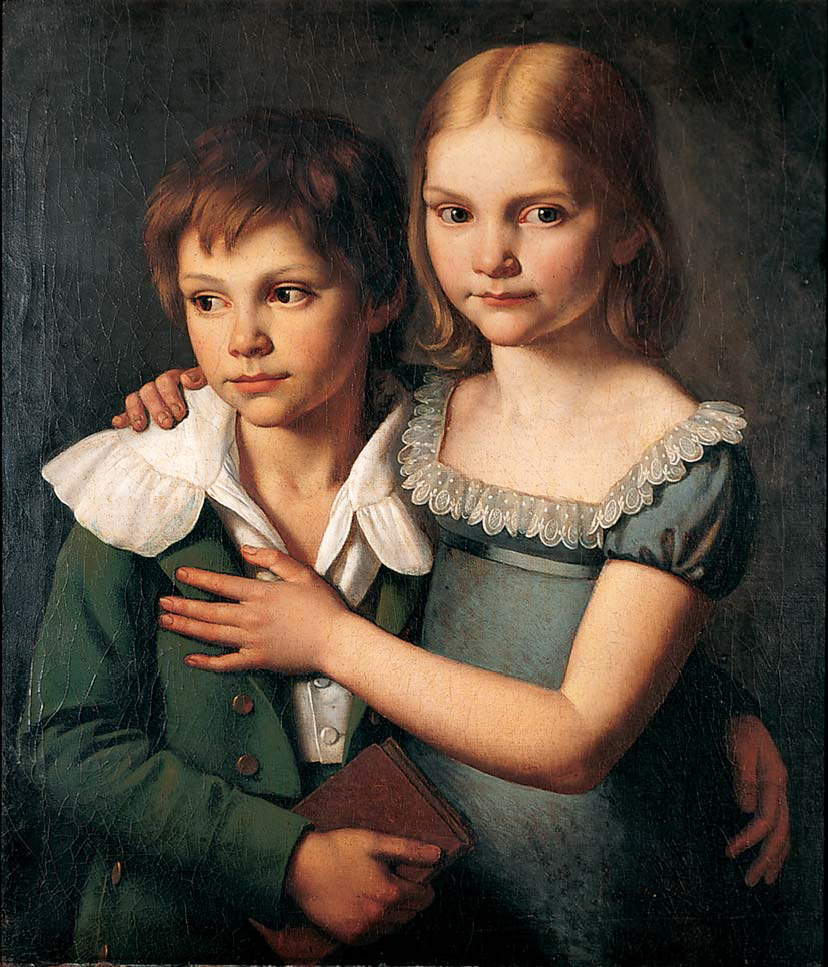
Этьен Мария (1810–1834) и Кристина Луиза Кольбе (1807–1855), дети художника. 1820. Холст, масло. Музей фон дер Хейдта, Вупперталь
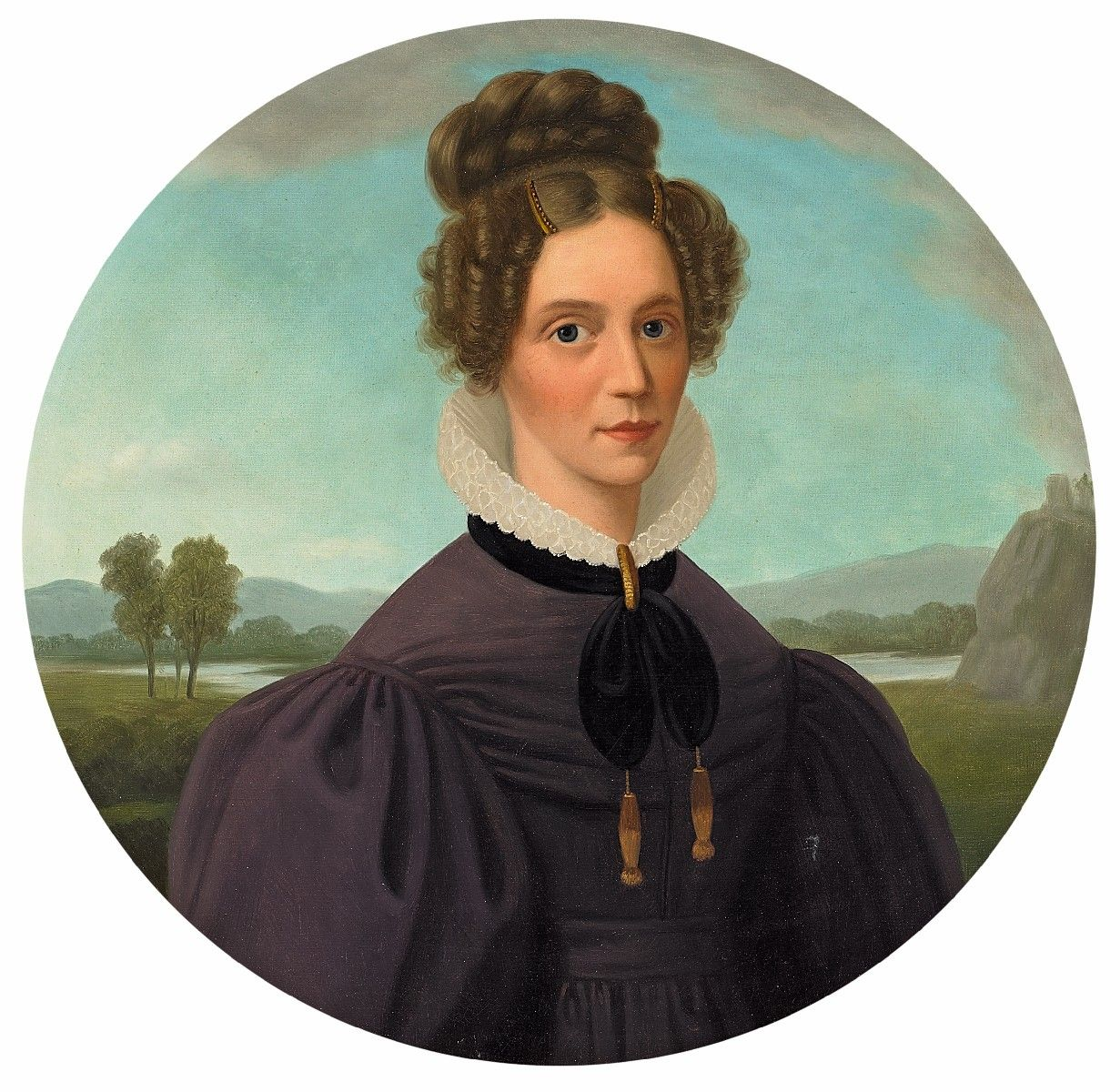
Портрет Фриды Хасселькус. Ок. 1834. Холст, масло. Частное собрание
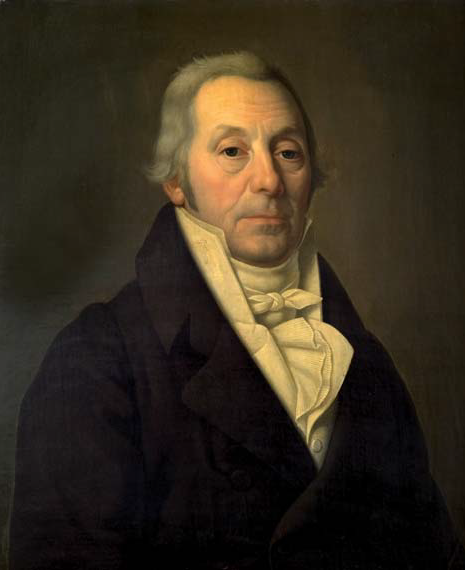
Иоганн Каспар Энгельс. Ок. 1813. Холст, масло. Частное собрание
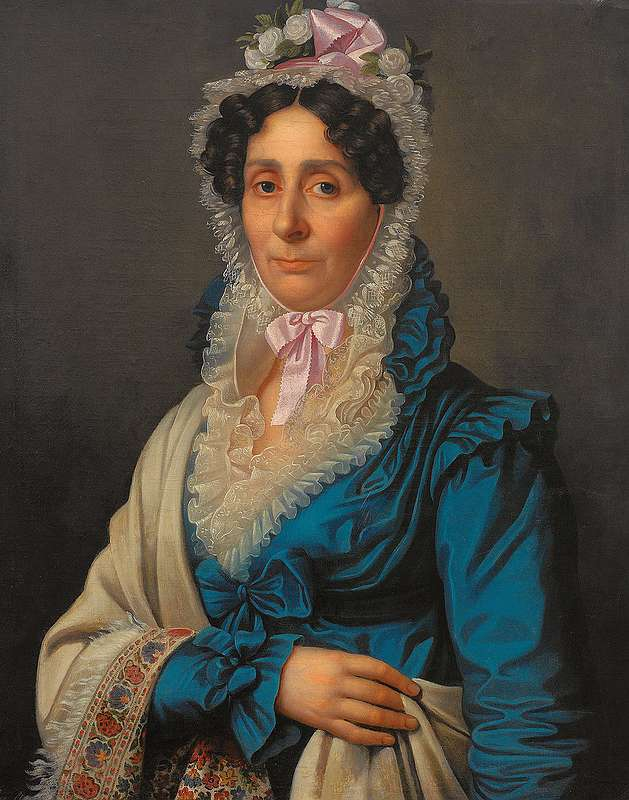
Портрет дамы в белом кружевном чепце, синем платье из тафты и бежевом плаще. Холст, масло. Частное собрание
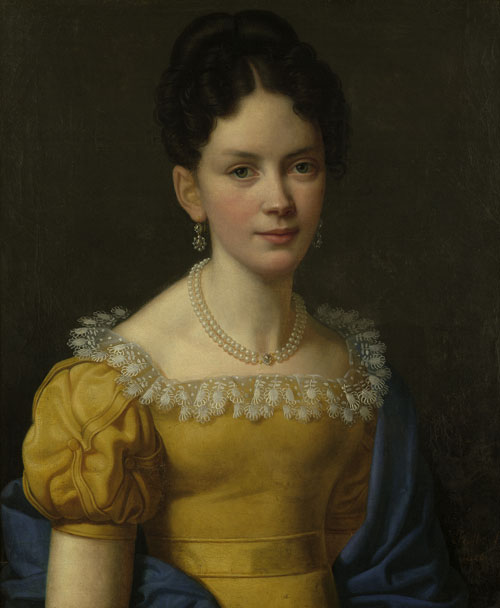
Портрет дамы. 1826. Местонахождение неизвестно